# اپلگیت (اورگن)
اپلگیت (به انگلیسی: Applegate) یک منطقهٔ مسکونی در ایالات متحده آمریکا است که در شهرستان جکسون، اورگن واقع شده‌است.